# Gare de Baume-les-Dames
La gare de Baume-les-Dames est une gare ferroviaire française de la ligne de Dole-Ville à Belfort, située sur le territoire de la commune de Baume-les-Dames dans le département du Doubs en région Bourgogne-Franche-Comté.
Elle est mise en service en 1858 par la Compagnie des chemins de fer de Paris à Lyon et à la Méditerranée (PLM).
C'est une gare de la Société nationale des chemins de fer français (SNCF) desservie par des trains TER Bourgogne-Franche-Comté.

## Situation ferroviaire
Établie à 292 mètres d'altitude, la gare de Baume-les-Dames est située au point kilométrique (PK) 435,9 de la ligne de Dole-Ville à Belfort, entre les gares ouvertes de Laissey et de Clerval. En direction de Laissey s'intercale les gares fermées d'Ougney-Douvot et de Douvot et en direction de Clerval, la gare fermée de Hyèvre-Paroisse.

## Histoire
La gare de Baume-les-Dames est mise en service le 1er juin 1858 par la Compagnie des chemins de fer de Paris à Lyon et à la Méditerranée (PLM), lorsqu'elle ouvre à l'exploitation la section de Besançon à Belfort de sa ligne de Dijon à Mulhouse.
La gare de « Baume-les-Dames » est l'une des 1763 gares, stations ou haltes de la Compagnie PLM listées dans la nomenclature 1911. C'est une gare, ouverte au service complet de la grande vitesse (voyageurs) et de la petite vitesse (marchandises), qui peut recevoir ou expédier des dépêches privées,. C'est une gare de la ligne de Dijon à Belfort située entre les stations d'Ougney-Douvot et de Hyèvre-Paroisse.

## Fréquentation
La fréquentation de la gare est détaillée dans le tableau ci-dessous :
|                            | 2015    | 2016    | 2017    | 2018    | 2019    | 2020    | 2021    | 2022    | 2023    | 2024    |
| -------------------------- | ------- | ------- | ------- | ------- | ------- | ------- | ------- | ------- | ------- | ------- |
| Voyageurs                  | 175 712 | 169 972 | 170 977 | 160 265 | 184 027 | 155 122 | 177 034 | 224 769 | 225 404 | 248 858 |
| Voyageurs et non voyageurs | 219 640 | 212 465 | 213 721 | 200 332 | 230 033 | 193 902 | 221 292 | 280 962 | 281 755 | 311 073 |

## Service des voyageurs

### Accueil
C'est une gare de la SNCF, disposant d'un bâtiment voyageurs ouvert tous les jours de 5 h 40 à 20 h. En l'absence de guichet en service, elle est équipée d'automates pour l'achat de titres de transport TER, mais également d'abris sur ses quais.
Une passerelle permet la traversée des voies et le passage d'un quai à l'autre.

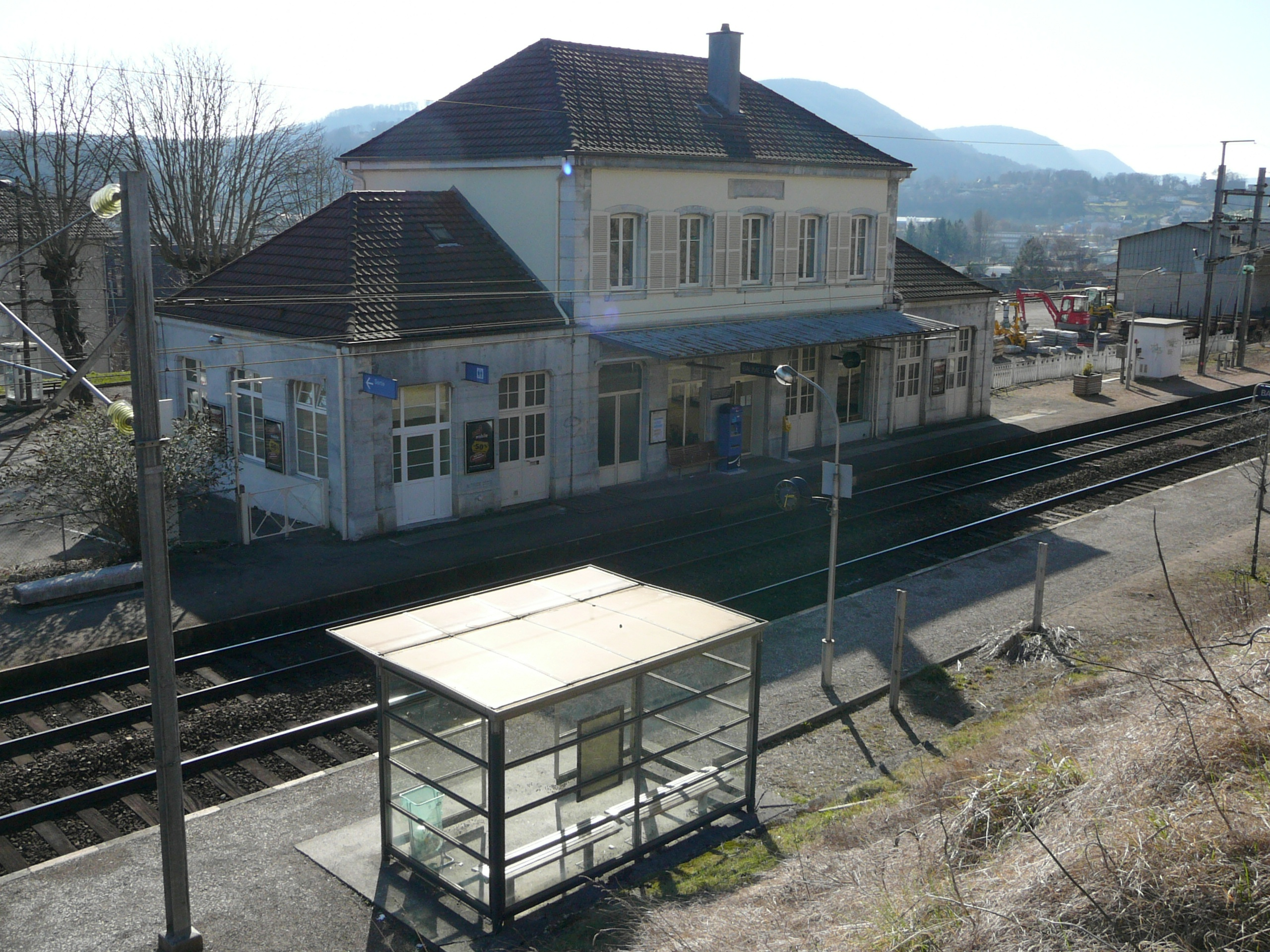
Vue de la gare, côté voies.
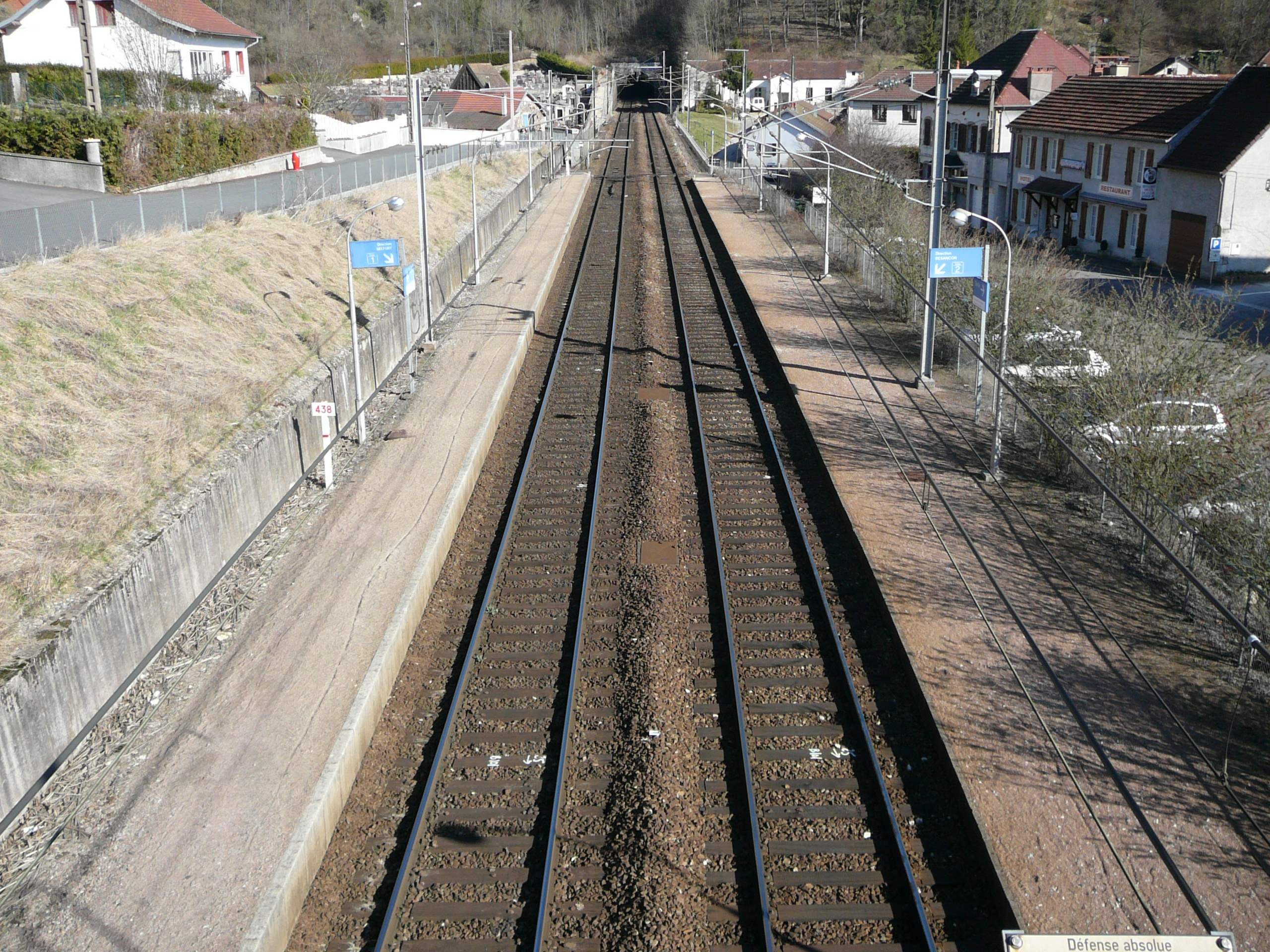
Vue en direction de Montbéliard.
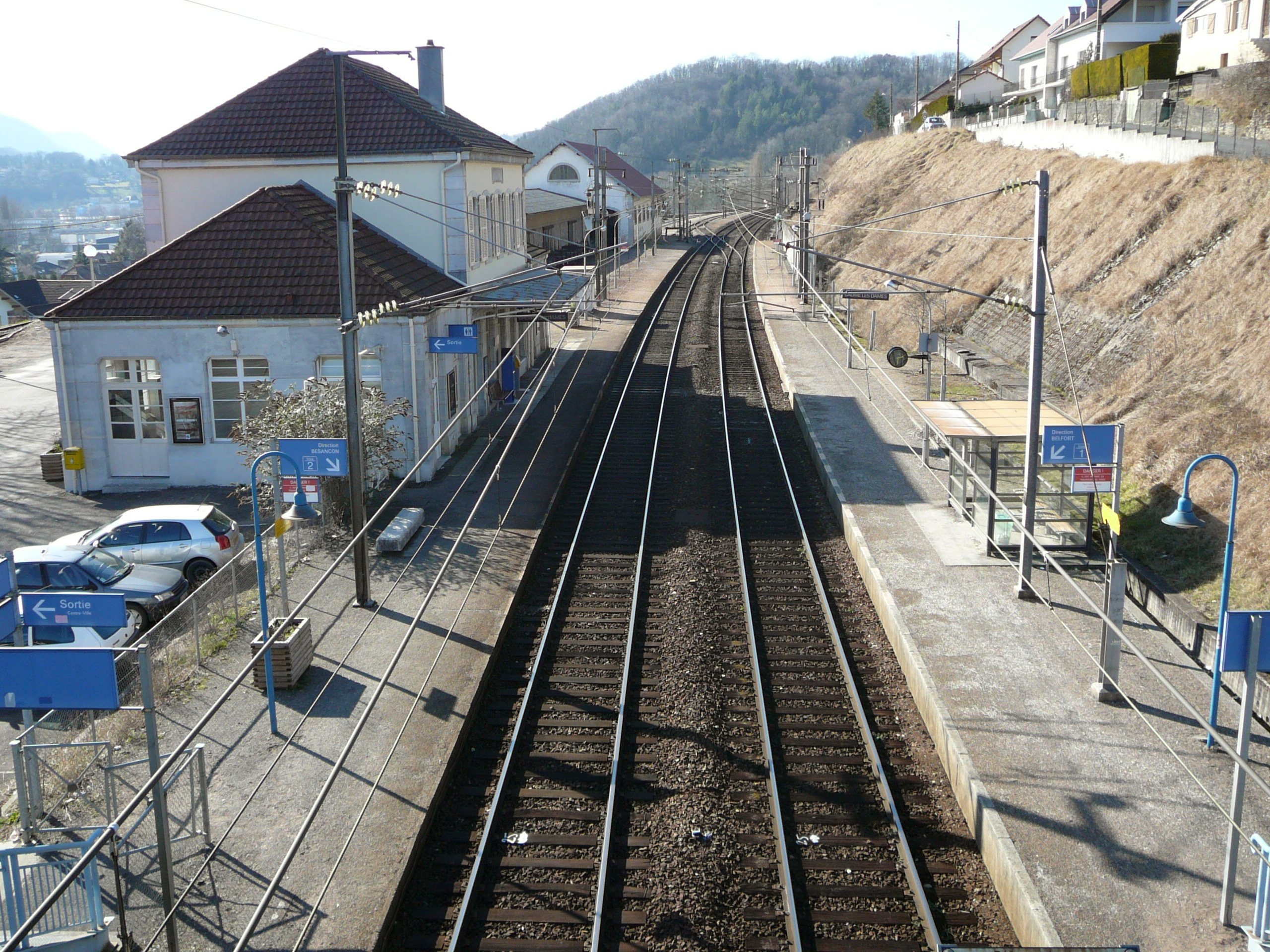
Vue en direction de Besançon.

### Desserte
La gare est desservie par des trains régionaux du réseau TER Bourgogne-Franche-Comté, effectuant les relations suivantes :
- Belfort – Besançon-Viotte ;
- Belfort – Lons-le-Saunier ;
- Belfort – Lyon-Perrache / Lyon-Part-Dieu.

### Intermodalité
Un parc pour les vélos et un parking pour les véhicules y sont aménagés.